# Short track ai XXIII Giochi olimpici invernali - 1500 m maschile
La gara dei 1500 m maschile di short track dei XXIII Giochi olimpici invernali di Pyeongchang si è svolta il 10 febbraio 2018 sulla pista dell'arena del ghiaccio di Gangneung a partire dalle ore 19:00 (UTC+9).
La medaglia d'oro è stata vinta dal pattinatore sudcoreano Lim Hyo-jun, mentre l'argento e il bronzo sono andati rispettivamente all'olandese Sjinkie Knegt e al russo Semën Elistratov.

## Record
Prima della manifestazione il record del mondo e il record olimpico erano i seguenti.
| Record mondiale | 2'07"943 | Sjinkie Knegt Paesi Bassi | 13 novembre 2016 Salt Lake City, Stati Uniti |
| Record olimpico | 2'10"949 | Lee Jung-su Corea del Sud | 13 febbraio 2010 Vancouver, Canada           |

Durante la competizione è stato battuto il seguente record:
| Data        | Evento   | Atleta      | Nazione       | Tempo    | Record          |
| ----------- | -------- | ----------- | ------------- | -------- | --------------- |
| 10 febbraio | Finale A | Lim Hyo-jun | Corea del Sud | 2'10"485 | Record olimpico |

## Risultati

### Batterie
Batteria 1
| Pos. | Atleta             | Nazione                      | Tempo    | Note |
| ---- | ------------------ | ---------------------------- | -------- | ---- |
| 1    | Shaolin Sándor Liu | Ungheria                     | 2'12"835 | Q    |
| 2    | Samuel Girard      | Canada                       | 2'12"923 | Q    |
| 3    | Semën Elistratov   | Atleti Olimpici dalla Russia | 2'13"087 | Q    |
| 4    | Hiroki Yokoyama    | Giappone                     | 2'13"323 |      |
| 5    | Ward Pétré         | Belgio                       | 2'17"362 |      |
| 6    | Farrell Treacy     | Gran Bretagna                |          |      |

Batteria 2
| Pos. | Atleta          | Nazione     | Tempo    | Note |
| ---- | --------------- | ----------- | -------- | ---- |
| 1    | Charles Hamelin | Canada      | 2'12"130 | Q    |
| 2    | Samuel Girard   | Belgio      | 2'12"998 | Q    |
| 3    | Aaron Tran      | Stati Uniti | 2'14"133 | Q    |
| 4    | Andy Jung       | Australia   | 2'16"995 | ADV  |
| 5    | Han Tianyu      | Cina        | 2'38"865 | ADV  |
| -    | Yuri Confortola | Italia      | -        | PEN  |

Batteria 3
| Pos. | Atleta            | Nazione        | Tempo    | Note |
| ---- | ----------------- | -------------- | -------- | ---- |
| 1    | Hwang Dae-heon    | Corea del Sud  | 2'15"561 | Q    |
| 2    | Itzhak de Laat    | Paesi Bassi    | 2'15"691 | Q    |
| 3    | Wu Dajing         | Cina           | 2'15"823 | Q    |
| 4    | Tommaso Dotti     | Italia         | 2'16"177 |      |
| 5    | Pascal Dion       | Canada         | 2'16"856 | ADV  |
| 6    | Choe Un-song      | Corea del Nord | 2'18"213 |      |
| -    | Vladislav Bykanov | Israele        | -        | PEN  |

Batteria 4
| Pos. | Atleta           | Nazione       | Tempo    | Note |
| ---- | ---------------- | ------------- | -------- | ---- |
| 1    | Lim Hyo-jun      | Corea del Sud | 2'13"891 | Q    |
| 2    | Sébastien Lepape | Francia       | 2'13"965 | Q    |
| 3    | Shaoang Liu      | Ungheria      | 2'14"160 | Q    |
| 4    | Denis Nikisha    | Kazakistan    | 2'14"847 |      |
| 5    | Maksim Siarheyeu | Bielorussia   | 2'15"242 |      |
| -    | Kazuki Yoshinaga | Giappone      | -        | PEN  |

Batteria 5
| Pos. | Atleta              | Nazione                      | Tempo    | Note |
| ---- | ------------------- | ---------------------------- | -------- | ---- |
| 1    | Seo Yi-ra           | Corea del Sud                | 2'18"750 | Q    |
| 2    | Roberto Puķītis     | Lettonia                     | 2'18"825 | Q    |
| 3    | J.R. Celski         | Stati Uniti                  | 2'19"028 | Q    |
| 4    | Keita Watanabe      | Giappone                     | 2'19"205 |      |
| 5    | Csaba Burján        | Bielorussia                  | 2'19"284 |      |
| 6    | Aleksandr Šul'ginov | Atleti Olimpici dalla Russia | 2'19"308 |      |

Batteria 6
| Pos. | Atleta                 | Nazione                      | Tempo    | Note |
| ---- | ---------------------- | ---------------------------- | -------- | ---- |
| 1    | John-Henry Krueger     | Stati Uniti                  | 2'15"671 | Q    |
| 2    | Thibaut Fauconnet      | Francia                      | 2'15"768 | Q    |
| 3    | Sjinkie Knegt          | Paesi Bassi                  | 2'15"949 | Q    |
| 4    | Pavel Sitnikov         | Atleti Olimpici dalla Russia | 2'33"653 |      |
| 5    | Xu Hongzhi             | Cina                         | 2'35"641 | ADV  |
| 6    | Nurbergen Zhumagaziyev | Kazakistan                   |          |      |

### Semifinali
Semifinale 1
| Pos. | Atleta           | Nazione                      | Tempo    | Note |
| ---- | ---------------- | ---------------------------- | -------- | ---- |
| 1    | Semën Elistratov | Atleti Olimpici dalla Russia | 2'11"003 | QA   |
| 2    | Charles Hamelin  | Canada                       | 2'11"124 | QA   |
| 3    | Seo Yi-ra        | Corea del Sud                | 2'11"126 | QB   |
| 4    | Roberto Puķītis  | Lettonia                     | 2'11"165 | QB   |
| 5    | Andy Jung        | Australia                    | 2'11"183 |      |
| 6    | Samuel Girard    | Canada                       |          | ADVA |
| -    | J.R. Celski      | Stati Uniti                  | -        | PEN  |

Semifinale 2
| Pos. | Atleta             | Nazione     | Tempo    | Note |
| ---- | ------------------ | ----------- | -------- | ---- |
| 1    | Sjinkie Knegt      | Paesi Bassi | 2'11"900 | QA   |
| 2    | Thibaut Fauconnet  | Francia     | 2'12"049 | QA   |
| 3    | Pascal Dion        | Canada      | 2'12"640 | QB   |
| 4    | Aaron Tran         | Stati Uniti | 2'13"487 | QB   |
| 5    | Shaolin Sándor Liu | Ungheria    | 2'45"709 | ADVA |
| 6    | Jens Almey         | Belgio      |          |      |
| -    | John-Henry Krueger | Stati Uniti | -        | PEN  |

Semifinale 3
| Pos. | Atleta           | Nazione       | Tempo    | Note |
| ---- | ---------------- | ------------- | -------- | ---- |
| 1    | Lim Hyo-jun      | Corea del Sud | 2'11"389 | QA   |
| 2    | Hwang Dae-heon   | Corea del Sud | 2'11"469 | QA   |
| 3    | Itzhak de Laat   | Paesi Bassi   | 2'11"781 | ADVA |
| 4    | Han Tianyu       | Cina          | 2'11"827 | QB   |
| 5    | Sébastien Lepape | Francia       | 2'11"967 |      |
| 6    | Xu Hongzhi       | Cina          | 2'19"310 |      |
| -    | Shaoang Liu      | Ungheria      | -        | PEN  |
| -    | Wu Dajing        | Cina          | -        | PEN  |

### Finali
Finale A
| Pos. | Atleta             | Nazione                      | Tempo    | Note            |
| ---- | ------------------ | ---------------------------- | -------- | --------------- |
|      | Lim Hyo-jun        | Corea del Sud                | 2'10"485 | Record olimpico |
|      | Sjinkie Knegt      | Paesi Bassi                  | 2'10"555 |                 |
|      | Semën Elistratov   | Atleti Olimpici dalla Russia | 2'10"687 |                 |
| 4    | Samuel Girard      | Canada                       | 2'11"176 |                 |
| 5    | Shaolin Sándor Liu | Ungheria                     | 2'11"520 |                 |
| 6    | Itzhak de Laat     | Paesi Bassi                  | 2'12"362 |                 |
| 7    | Thibaut Fauconnet  | Francia                      | 2'53"150 |                 |
| -    | Hwang Dae-heon     | Corea del Sud                | DNF      |                 |
| -    | Charles Hamelin    | Canada                       | -        | PEN             |

Finale B
| Pos. | Atleta          | Nazione       | Tempo    | Note |
| ---- | --------------- | ------------- | -------- | ---- |
| 8    | Han Tianyu      | Cina          | 2'26"281 |      |
| 9    | Seo Yi-ra       | Corea del Sud | 2'26"346 |      |
| 10   | Pascal Dion     | Canada        | 2'26"412 |      |
| 11   | Roberto Puķītis | Lettonia      | 2'26"525 |      |
| 12   | Aaron Tran      | Stati Uniti   | 2'27"127 |      |